# TIMEを読む
『TIMEを読む』（タイムをよむ）は、2010年10月1日よりクロスメディテレビ局ノーネスチャンネルによりオンデマンドで配信されている、有料で視聴できるニュース番組。アメリカのタイムインクが発行する雑誌『TIME』を解説する番組。
80年以上の歴史を持つアメリカのタイムインクが発行する雑誌『TIME』を、キャスターの松本道弘が解説する。毎週10分のコーナーが3本配信される。

## コーナー
Watch time
TIMEのカバーストーリーを直感的に理解する（10分）。世界で起きている“今”をその背景からえぐる。
Power English
表現力のあるフレーズを紹介する（10分）。紹介される表現はどれもアメリカ人が頻繁に使う表現ばかり。日本の教科書には見たことない表現がある。
Samurai Talk
自分の感情を英語でストレートに表現できる（10分）。どうせ外人には日本人には伝わらないと諦められてしまっている。そんな気持ちを外国人に伝えるための“斬れるフレーズ”があふれるばかりに出てくる。
Proudlly Japan
日本人らしい表現を外国人に伝えたい時に使う独特のフレーズを展開する。（約10分）
辞書には乗っていない独特のワードがあふれ出すコーナー。

## 出演者
キャスター
- 松本道弘

アシスタント
- Kaori
- 坂本理恵
- ハビック真由香 (Mayuka Habbick)

## 過去のゲスト
- ルーシー・バーミンガム（フリージャーナリスト、外人記者クラブ会長）
- ワリード・アリ・シアム（パレスチナ国駐日大使）
- サラーム・ファイヤード（政治家、パレスチナ元首相）
- ペマ・ギャルポ（桐蔭横浜大学法学部教授）
- チャールズ・グラバー（俳優）
- ベンジャミン・フルフォード、現：古歩道ベンジャミン（ジャーナリスト）
- 川奈栞（グラビアアイドル）
- 藤宗毅（PSA　ASIA会長）
- 国枝昌樹（外交官、元シリア特命全権大使）
- ジェット・エドワーズ（アーティスト）
- レイチェル・ワルザー（女優）

## 主なスタッフ
- エグゼクティブプロデューサー - 平山秀善
- AP - 高山絵理奈
- D - 新鞍トシヤ
- AD - 諸橋巧、齊藤沙羅
- 制作著作 - ノーネスチャンネル
- 制作協力 - タイムインク